# Лебедев, Иван Николаевич
Иван Николаевич Лебедев 1-й (12 августа 1850 — 20 мая 1905, Сасебо) — русский морской офицер, капитан 1-го ранга, герой Цусимского сражения.

## Биография

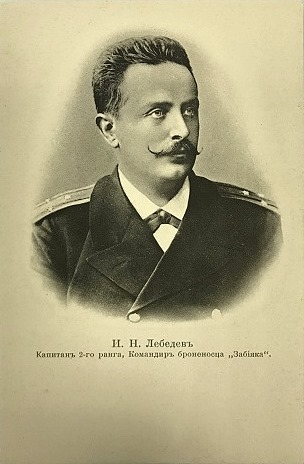
Капитан 2 ранга И. Н. Лебедев. Около 1895 г.

- 14 сентября 1867 — Поступил в Морской Корпус.
- 17 апреля 1868 — Поступил на действительную службу.
- 17 апреля 1871 — Гардемарин.
- 1871 — 20 мая 1872 — В составе 15-го и 8-го флотских экипажей.
- 20 мая 1872 — Уволен со службы в звании поручика по Адмиралтейству.
- 1875 — Восстановлен на службе в звании гардемарина с назначением во 2-й Черноморский флотский экипаж.
- 30 августа 1875 — Мичман.
- 15 октября 1876 — Прикомандирован к Морскому Училищу.
- 26—27 сентября 1877 — Находился в деле против неприятеля при устройстве минных заграждений и при двухдневной бомбардировке турецкой эскадрой под Сулином (устье Дуная) на борту шхуны «Ворон».
- 24 мая 1878 — В распоряжении морского командира города Одессы.
- 12 июля 1878 — Заведующий при минных работах в городе Одесса.
- 22 июня сентября 1878 — Заведующий катером «Дума».
- 15 сентября 1878 — Отчислен от должности в связи с назначением в Минный офицерский класс.
- 21 сентября 1879 — Окончил минный офицерский класс с зачислением минным офицером 2-го разряда.
- 29 сентября 1979 — Прикомандирован к Морскому Училищу для прослушивания курса лекции в Николаевской Морской Академии.
- 1 января 1880 — Лейтенант.
- 13 ноября 1880 — Окончил Академию.
- 5 мая 1881 — Минный офицер броненосца береговой обороны «Вице-адмирал Попов».
- 20 февраля 1882 — Командир миноноски «Скумбрия».
- 4 марта 1883 — Командир миноноски «Султанка».
- 23 сентября 1883 — Младший минный офицер крейсера «Память Меркурия».
- 23 сентября 1884 — Минный офицер броненосца береговой обороны «Новгород».
- 1 ноября 1884 — Минный офицер броненосца береговой обороны «Вице-адмирал Попов».
- 1 апреля 1885 — Старший офицер яхты «Александр Первый» в Болгарской флотилии с увольнением с русской службы.
- 14 октября 1885 — Уволен с болгарской службы.
- 18 января — 18 апреля 1886 — Минный офицер крейсера 2-го ранга «Забияка».
- 16 марта 1887 — Назначен в Сибирскую флотилию.
- 30 марта 1887 — Заведующий миноносцем № 76.
- 8 ноября 1887 — 26 апреля 1888 — Командир 6-й роты экипажа.
- 23 ноября 1887 — Состоял при занятиях с минерами.
- 23 апреля 1888 — Состоял при начальнике отряда миноносцев.
- 4 октября 1888 — Заведующий механической частью канонерской лодки «Бобр».
- 28 октября 1888 — Назначен для занятий с учениками-минерами и водолазами.
- 16 февраля 1889 — 1 октября 1890 — Командир миноносца «Янчихе».
- 11 сентября 1890 — Переведен в Черноморский флот, но по месту назначения не вызван.
- 24 ноября 1890 — Переведен в Сибирский флотский экипаж.
- 17 августа — 10 октября 1891 — Временно исполняющий должность командира шхуны «Джим Гамильтон Льюис», конфискованной за браконьерство и перегоняемой от островов Беринга во Владивосток.
- 18—20 октября 1891 — Заведующий брандвахтенной шхуной «Тунгуз».
- 10 ноября 1891 — Минный офицер шхуны «Алеут».
- Командир миноносца «Нарген».
- 1 января 1893 — Капитан 2-го ранга.
- 30 июня 1893 — Член Временного военно-морского суда.
- 31 июля 1893 — Командир миноносца «Янчихэ».
- 8 сентября 1893 — Старший офицер канонерской лодки «Кореец».
- 28 декабря 1894 — 26 марта 1895 — Вр. и. д. командира канонерской лодки «Кореец».
- 6 декабря 1895 — Командир крейсера 2-го ранга «Забияка».
- 16 декабря 1896 — Младший помощник командира Владивостокского порта.
- До 17 ноября 1897 — Командир крейсера 2-го ранга «Опричник» с переводом в Балтийский флот.
- С 17 ноября 1897 — Командир броненосца береговой обороны «Единорог».
- 10 ноября 1898—1902 — Наблюдающий за постройкой миноносцев типа «Форель» во Франции.
- 1 января 1901 — Капитан 1-го ранга.
- 9 октября 1902 — Командир крейсера «Олег» в ходе его достройки.
- Командир крейсера «Дмитрий Донской».

Командуя крейсером «Дмитрий Донской», участвовал в Цусимском походе и сражении. Во время боя получил тяжелые ранения, от которых скончался 20 мая в японском госпитале в Сасебо.

Старший офицер находился на палубе, когда к нему подлетел один из матросов и, захлебываясь словами, доложил:

— Ваше высокоблагородие… вас командир просит.

Блохин немедленно поднялся на мостик и, заглянув в исковерканную и полуразрушенную рубку, на мгновение остолбенел. Вся палуба в ней блестела свежей кровью. Лейтенант Дурново, привалившись к стенке, сидел неподвижно, согнутый, словно о чём-то задумался, но у него с фуражкой был снесен череп и жутко розовел застывающий мозг. Рулевой квартирмейстер Поляков свернулся калачиком у нактоуза. Лейтенант Гирс валялся с распоротым животом. Над этими мертвецами, стиснув от боли зубы, возвышался один лишь командир Лебедев, едва удерживаясь за ручки штурвала. У него оказалась сквозная рана в бедре с переломом кости.

Кроме того, все его тело было поранено мелкими осколками. Он стоял на одной ноге и пытался удержать крейсер на курсе, сам не подозревая того, что рулевой привод разбит и что судно неуклонно катится вправо. Увидев старшего офицера, он удивленно поднял брови и промолвил посиневшими губами:

— Сдаю командование…

— Я сейчас распоряжусь, чтобы перенесли вас, Иван Николаевич, в перевязочный пункт.

— Не надо. Я здесь останусь. Старайтесь скорее попасть в тень острова. Судно не сдавайте. Лучше разбейте его…— А. С. Новиков-Прибой. Цусима